# ジョン・ボチャラリ
ジョン・ボチャラリ（John Boccellari、1949年9月13日 - ）は、アメリカ合衆国出身の比較文学者、思想史家。東京大学名誉教授。神奈川大学日本常民文化研究所非文字資料研究センター客員研究員。

## 人物・経歴
ニューヨーク生まれ。ペンシルバニア州メリノール大学付属高校卒業後、1970年に留学生として来日。1971年上智大学国際部卒業。1978年東京大学大学院人文科学研究科比較文学比較文化専攻博士課程単位取得退学、筑波大学第二学群比較文化学類外国人教師。1984年神奈川大学外国語学部専任講師。1986年神奈川大学外国語学部助教授。1992年神奈川大学外国語学部教授。1995年東京大学教養学部助教授。1996年東京大学大学院総合文化研究科超域文化学専攻教授。2002年からは東京大学運動会応援部顧問も務め、嗚呼玉杯をそらで歌いこなし、東京六大学野球リーグでは神宮球場でエールを送る名物顧問としても知られた。2012年退職、東京大学名誉教授、明治大学文学部特任教授。東燃国際奨学財団評議員等も務めた。

## 研究
- ジョン・ボチャラリ「『真の暦』を求めて―本居宣長と古えの時間意識」『歴史と民俗』平凡社 第4号 1989年
- ジョン・ボチャラリ他編 Pictopedia of Everyday Life in Medieval Japan (Vol. 1, 2, 3) 神奈川大学21世紀COEプログラム非文字資料研究センター 2007年 - 2011年